# Hans Ulrich Abshagen
Hans Ulrich Abshagen (* 18. Oktober 1926 in Berlin; † 21. November 2017 in Berlin) war ein deutscher Manager und Autor.

## Leben

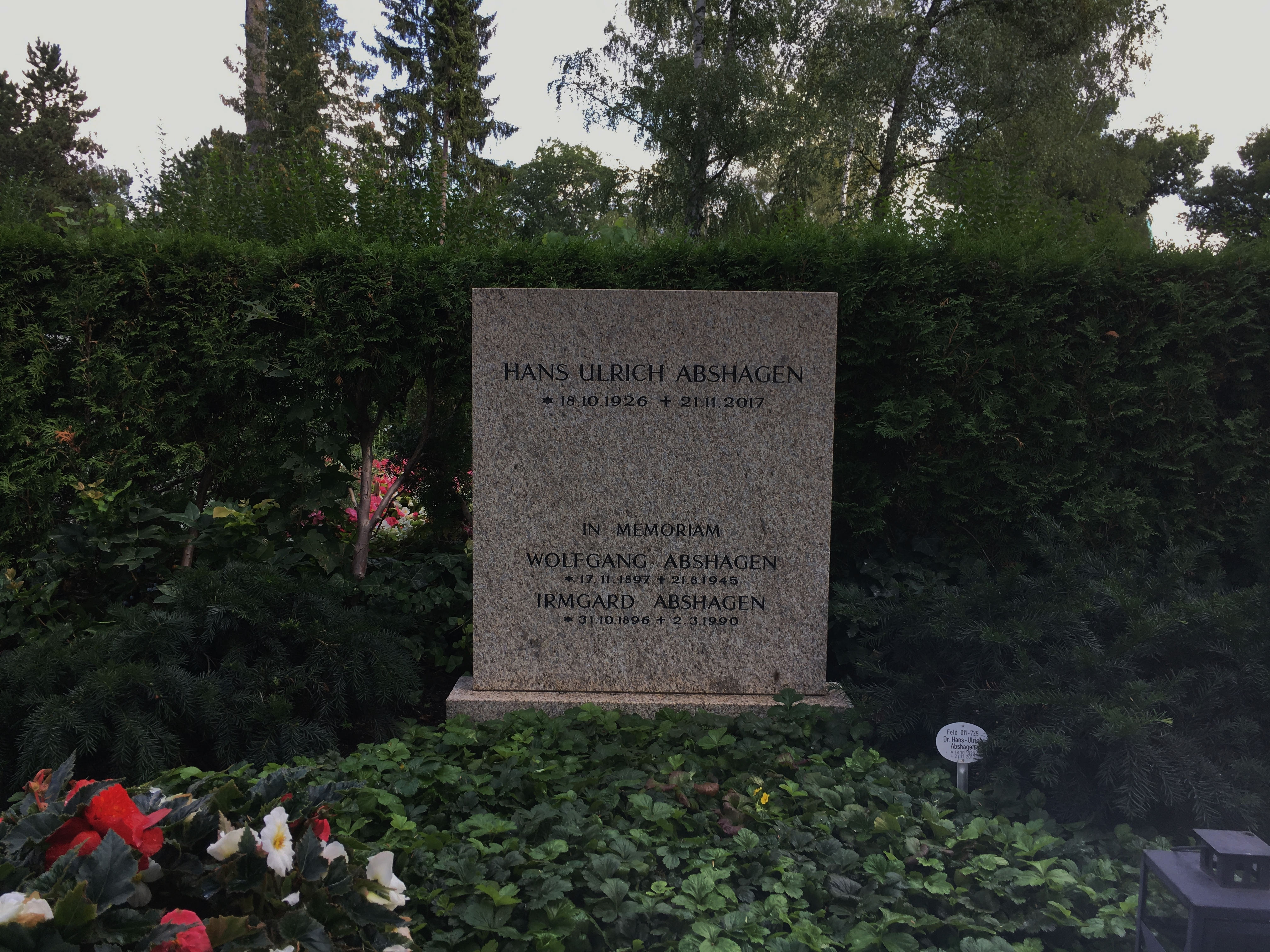
Grabstätte Hans Ulrich Abshagen

Sein Vater war Wolfgang Abshagen, ein Widerstandskämpfer gegen den Nationalsozialismus, den er 2003 in seiner Autobiografie Generation Ahnungslos mit porträtierte.
Abshagen machte 1944 an der Berliner Willi-Graf-Oberschule sein Abitur. Im Sommer 1944 meldete er sich als Kriegsfreiwilliger und geriet bei Kriegsende wie auch sein Vater in sowjetische Kriegsgefangenschaft.
Nach der Entlassung studierte er in Berlin von 1946 bis 1952 Sprachen und Philosophie und promovierte 1953 an der Philosophischen Fakultät der Humboldt-Universität zu Berlin über amerikanische Literatur. Er erhielt 2012 die Goldene Doktorurkunde verliehen.
Über 40 Jahre lang war er als Geschäftsführer und Aufsichtsratsvorsitzender verschiedener Gesellschaften tätig, unter anderem als Chef des Unternehmens Rigips und von 1995 bis 2013 als Geschäftsführer der Elbe-Werk Roßlau. Zudem war er als Berater in der Deutschen Agentur für Aufsichtsräte in Workshops für Aufsichtsräte tätig.
Hans Ulrich Abshagen starb 91-jährig in seiner Geburtsstadt und wurde auf dem Friedhof Zehlendorf beigesetzt (Grablage 011-729).

## Veröffentlichungen
- John P. Marquand, der Chronist der Oberschicht Neuenglands. [Diss.], Philosophische Fakultät, Berlin 1953.
- Die Organisation der Gartenbauwirtschaft in Europa. Landwirtschaftsverlag, Hiltrup 1956.
- Die Strandräuber von Binz: eine Kindheit auf Rügen. Frieling, Berlin 1993. ISBN  3-89009-481-3.
- Generation Ahnungslos: Momentaufnahmen eines Siebzehnjährigen `44. Zeitgut-Verlag, Berlin 2003, ISBN 3-933336-43-0.
- Aufsichtsrat und Beirat. Die praktische Arbeit, (mit Aktiengesetz im Anhang). Haufe, München 2004, ISBN 3-448-06047-X.
- Generation Ahnungslos: Wie ich auszog, um für Hitler den Krieg zu gewinnen. Europa Verlag, Berlin 2014, ISBN 978-3-944305-36-3